# Sedus
Sedus Stoll AG con sede a Dogern (Distretto Waldshut), Baden-Württemberg, è un fornitore completo di arredi per l'ufficio e concetti per postazioni di lavoro. L'azienda produce a Dogern e a Geseke. Con le sue nove filiali in Francia (Parigi), Italia (Cadorago), Spagna (Madrid), Austria (Vienna), Regno Unito (Londra), Paesi Bassi (Zoetermeer), Belgio (Erembodegem-Aalst), Svizzera (Rickenbach SO) e Dubai, Sedus è uno dei maggiori produttori di arredi per l'ufficio in Europa. La distribuzione in oltre 70 paesi è realizzata tramite aziende partner.

## Storia
Nel 1871 Albert Stoll I insieme a Max Klock fonda a Waldshut la fabbrica di sedie "Stoll & Klock". Dopo la separazione da Max Klock nel 1879, l'azienda prende il nome di Albert Stoll. In seguito alla morte di Albert Stoll I, l'azienda viene gestita inizialmente dalla moglie Bertha Stoll e poi dal figlio Albert Stoll II.
Nel 1926 Albert Stoll II progetta "Federdreh", la prima seduta girevole a molle con ammortizzazione, dotata di brevetto internazionale. Quando Albert Stoll II muore nel 1937, tre dei suoi figli continuano a gestire le fabbriche di sedie: l'azienda di Coblenza va a Albert Stoll III, mentre Christof Stoll e Martin Stoll gestiscono insieme l'azienda di Waldshut. Nel 1958, Christof e Martin Stoll dividono l'impresa di famiglia Albert Stoll OHG in due società: Christof Stoll KG a Waldshut (con il marchio SEDUS) e Martin Stoll, Federdreh-Stuhlfabrik a Tiengen. In seguito alla crescita dell'attività, dal 1969 la produzione della Christof Stoll KG viene progressivamente spostata nella nuova sede di Dogern.
Negli anni 70 l'azienda sviluppa numerose innovazioni, come il sedile anatomico, lo schienale Permanent Contact e il principio di seduta dinamica "meccanismo Similar". Fino al 1987 verranno inaugurate complessivamente otto filiali europee.
Nel 1985, Christof Stoll e sua moglie Emma creano la fondazione no profit Fondazione Stoll VITA e vi trasferiscono il proprio patrimonio, che comprende anche la partecipazione maggioritaria all'impresa di famiglia, nota dal 1995 con il nome di Sedus Stoll AG.
Nel 1999 Sedus Stoll AG acquisisce la quota di maggioranza del produttore di arredi per ufficio Klöber GmbH di Überlingen. Nel 2002 segue la fusione con Gesika Büromöbelwerke GmbH; la Fondazione Karl Bröcker di Lippstadt diventa il secondo azionista di maggioranza di Sedus. Nel 2008, Gesika Büromöbelwerke GmbH diviene Sedus Systems GmbH, Geseke.
Nel 2018 la sede centrale di Sedus Stoll AG si sposta a Dogern. Dopo circa due anni di progettazione e costruzione, Sedus avvia nel 2023 il nuovo stabilimento produttivo "Futura 2" presso la sede di Geseke.

## Architettura
Nel 2002, il magazzino a scaffalature alte della sede di Dogern viene ampliato e riprogettato da Sauerbruch Hutton, dotando l'edificio cubico di una caratteristica facciata. Il nuovo centro di sviluppo e innovazione di Dogern, progettato e realizzato dai berlinesi Ludloff Ludloff Architekten, giunge a completamento nel 2010. Con il trasferimento a Dogern nel 2018 viene creato anche il nuovo centro aziendale "Sedus Smart Office".

## Sostenibilità
Nel 1993 Christof Stoll viene eletto "Ecomanager dell'anno" dal WWF e dalla rivista Capital.Nel 1995 Sedus è la prima azienda del settore in Europa a introdurre un sistema di gestione e audit ambientale conforme ai requisiti Eco Management and Audit Scheme dell'Unione Europea (EMAS).
Sedus può esibire certificati per tutti i settori del suo sistema di gestione. Fra questi, la gestione dell'energia secondo ISO 50001, la gestione ambientale secondo ISO 14001, la gestione della qualità secondo ISO 9001 e la gestione della salute e della sicurezza sul lavoro secondo ISO 45001.
Nel 2023 Sedus ottiene la certificazione SA8000 per la responsabilità sociale sul posto di lavoro. Questo titolo è la riprova del rispetto dei diritti umani all'interno dell'azienda e garantisce che il sistema di gestione socialmente responsabile sia adeguatamente implementato, monitorato e applicato da Sedus e lungo la sua catena di fornitura.